# HD 183144
Désignations
HD 183144 est une étoile variable suspectée de la constellation de l'Aigle. C'est une étoile géante chaude située à environ ∼ 1 130 a.l. (∼ 346 pc) de la Terre.
Les résultats de l'expérience MASCARA (en) indiquent que HD 183144 est une étoile variable pulsante avec une période ed 0,364 9 jour, au cours de laquelle elle varie d'une magnitude de 0,01 en lumière blanche,. Sa masse est 5 fois supérieure à la masse du Soleil et, a un âge de 160 millions d'années, elle s'est déjà éloignée de la séquence principale. Elle s'est étendue à près de 6 fois le rayon du Soleil et avec une température effective de 15 139 K, elle a une luminosité de 2 676 L☉.